# Парикове дерево (пам'ятка природи)
Па́рикове де́рево — ботанічна пам'ятка природи місцевого значення в Україні. Розташована в межах міста Львова, на вулиці Кибальчича, 11. 
Площа 0,05 га. Статус надано 1984 року. Перебуває у віданні міськжитлоуправління. 
Статус надано з метою збереження одного екземпляра скумпії звичайної (інша назва — парикове дерево).

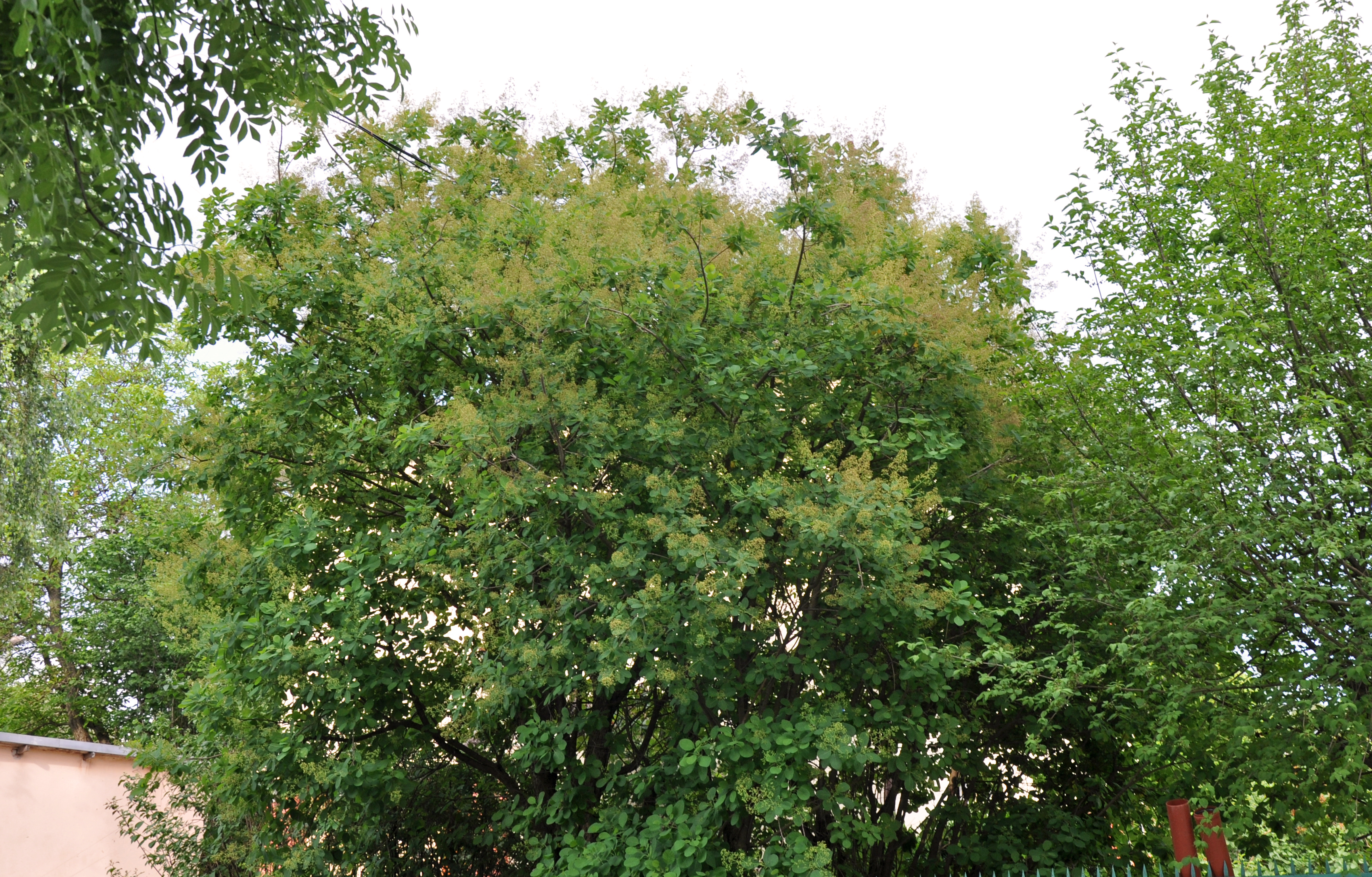